# Obersöchering
Obersöchering è un comune tedesco di 1 487 abitanti, situato nel land della Baviera.